# بردوفیکس

## تاریخچه ابداع بردوفیکس
در سال ۱۳۸۴ بردوفیکس به عنوان فرمولاسیون جدیدی از ترکیب بردو توسط مهندس جلیل ایپکچی(۱۳۸۸–۱۳۰۰) (شرکت باغبان تاک) ابداع شد. بردوفیکس علاوه برداشتن مزایای ترکیب بردو، قابلیت‌ها و کارایی‌هایی بیشتری دارد و می‌توان آن را در تمام فصل‌های سال استفاده کرد.
در سال ۱۳۸۴ بردوفیکس به تصویب هیئت نظارت بر سموم رسید. بردوفیکس قارچ کش و باکتری کش حفاظتی تماسی است که برای پیشگیری و درمان انواع بیماری‌های درختان میوهٔ دانه دار، هسته دار، نیمه گرمسیری خزان دار، خشکباری، همیشه سبز، دانه ریز، سبزی، صیفی، زینتی و غیرمثمر توصیه می‌شود.
بردوفیکس قارچ کش و باکتری کش مسی با اثر حفاظتی، با LD50>4000 mg/kg و جزء سالم‌ترین سموم معدنی است.
بردوفیکس تاییدیه‌های انجمن ارگانیک ایران، شرکت بیوسان گواهو تاییدیهٔ Bio inspecta را برای بردوفیکس دریافت کرده‌است.

## خواص فیزیکی و شیمیایی
بردوفیکس با داشتن pH حدود ۷، در تمام فصل‌های سال قابل استفاده است.
پس از پاشیده شدن روی گیاه بردوفیکس در اثر رطوبت و گازکربنیک محیط و گیاه به تدریج تبدیل به ترکیبات کمپلکسی می‌شود که مرتباً یون مس آزاد می‌کند.بردوفیکس بدون بافت کریستالی است و به صورت تودهٔ به هم چسبیده و یکنواخت روی گیاه کاملاً می‌نشیند درحالی که سایر ترکیبات مسی به دلیل داشتن بافت کریستالی ذراتی جدا از هم داشته و کمتر بر روی گیاه می‌نشینند.

## سایر ویژگی‌های بردوفیکس

### دیر پایی بردوفیکس
بردوفیکس به دلیل آزاد کردن تدریجی یون مس اثر دیرپایی دارد. اثر قارچ کشی و باکتری کشی ترکیبات مسی مربوط به آزاد شدن حداقل یک پی‌پی‌ام یون مس (Cu++1ppm ) است که می‌تواند تا حدودی بیماری را کنترل کند. برای کنترل شدن کنیدی و کنیدی فورهای قارچ در اواخر آلودگی به ۳ تا ۵ پی‌پی‌ام یون مس نیاز است. بردوفیکس بیشتر از ۵ پی‌پی‌ام یون مس آزاد می‌کند، درحالی که دیگر ترکیبات مسی نمی‌تواند این میزان یون مس را آزاد کنند تا در کنترل عوامل بیماری زا مؤثر باشد.بردوفیکس با دانه بندی ۲ تا ۳ میکرون، مؤثرتر از دیگر سموم مسی است. بردوفیکس به دلیل دانه بندی بسیار ریز و چسبندگی مطلوب، کارایی مؤثری داشته و در مقایسه با سموم پودری مقرون به صرفه است.

### ماندگاری پس از بارش
به دلیل دانه بندی بسیار ریز، چسبندگی بالا و تثبیت شدن به صورت کمپلکس روی بافت گیاه حتی پس از بارش‌های طولانی نیز یون‌های مس روی گیاه باقی مانده و نسبت به سایر سموم مسی ماندگاری طولانی تری روی گیاهان دارد.

### سمیت
بردوفیکس با داشتن LD50 Oral for rat>4000 mg/ kg جزء سالمترین سموم می‌باشد.

### جلوگیری از سرمازدگی
بردوفیکس به دلیل از بین بردن باکتری‌هایی که هسته اولیه بلورهای یخ Bacterial Ice Nucleation را می‌سازند، خطر سرمازدگی را کم می‌کند.

### دافع حشرات
بردوفیکس برای زنبور عسل بی‌خطر بوده.، دافع حلزون و حشراتی مانند زنجرک و موریانه است.

### اختلاط با سایر سموم
بردوفیکس با اکثر سموم و کودها و روغن ولک قابل اختلاط است. ؛

### نحوهٔ اثر بردوفیکس
بردوفیکس یک بازدارنده چند نقطه اثر است. یون‌های مس پس از جذب شدن در دیواره سلول باکتری یا قارچ، همزمان بازدارنده چندین روند فیزیولوژیکی درون سلول است. بردوفیکس با ایجاد پیوندهای شیمیایی جدید، پروتئین‌ها را درهم شکسته، کارکرد آنزیم‌ها را برهم زده، در روندهای حیاتی سلول مانند تنفس اختلال به وجود آورده، فعالیت غشاء سلولی را کاهش داده و در نهایت منجر به مرگ سلول می‌شود. این ویژگی سبب می‌شود عامل بیماری نتواند  خود را در برابر بردوفیکس مقاوم کند.